# Wladimir Belunzow
Wladimir Belunzow (russisch Владимир Белунцов; * 1974 in Perm) ist ein russischer Komponist und Pianist.
Nach erstem Unterricht bei seinem Vater, einem Dirigenten, studierte Belunzow bis 1993 am Konservatorium von Perm. Er setzte sein Studium am Gnessin-Institut Moskau fort. 1994 ging er in die USA, wo er ab 1995 an der Manhattan School of Music studierte. Hier erwarb Belunzow den Grad eines Bachelor (1999, mit dem Symphonic Prelude) und eines Master (2001, mit Autumn Canticle).
2000 gewann er den Ersten Preis bei der ALEA III International Competition for Young Composers, bei der seine Serenade 2000 in Boston uraufgeführt wurde. 2001/02 wurden mehrere seiner Vokalkompositionen in Perm gespielt, die Uraufführung seiner Vier Lieder nach Gedichten von Emily Dickinson fand 2002 in Sankt Petersburg statt. Neben seiner Tätigkeit als Komponist trat Belunzow auch als Pianist und insbesondere als Klavierbegleiter von Sängern, Instrumentalisten und bei Ballettaufführungen, unter anderem sechs Jahre lang mit dem Ballet Hispanico of New York, auf.